# Johannes Jacob Bleeker

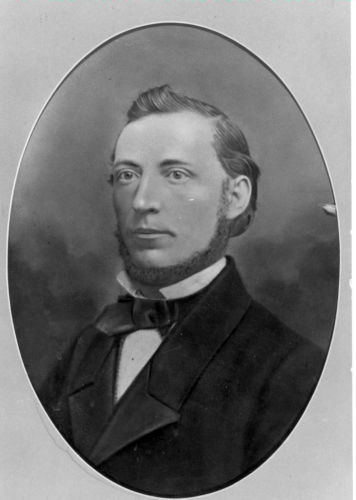
Bleeker ca. 1866

Johannes Jacob Bleeker (Hoogezand, 1831 – Finsterwolde, 27 juli 1868) was een Nederlands burgemeester.
Bleeker werd geboren in Hoogezand als zoon van de arts Nicolaas Claaszn Bleeker en Alberdina Eikema. Hij was 25 jaar toen hij in 1856 Ter Haseborg opvolgde als burgemeester in zijn geboorteplaats. Hij trouwde in 1858 met Henriette Dorothea Wichers (1833-1924). Bleeker was 10 jaar burgemeester en vestigde zich daarna als notaris in Finsterwolde.